# Thái Điệu hầu
Sái Điệu hầu (chữ Hán: 蔡悼侯; trị vì: 521 TCN-519 TCN), tên thật là Cơ Đông Quốc (姬東國), là vị vua thứ 20 của nước Sái – chư hầu nhà Chu trong lịch sử Trung Quốc.
Sử sách chép về thân thế Sái Bình hầu khác nhau. Theo Sử ký, Sái Điệu hầu là cháu nội của Sái Linh hầu - vua thứ 18 nước Sái và con của thế tử Hữu, tức là cháu gọi Sái Bình hầu – vua thứ 19 nước Sái bằng ông chú. Tả truyện chép rằng ông là con của Sái Bình hầu - vua thứ 19 nước Sái.
Năm 522 TCN, Sái Bình hầu mất, người nước Sái lập Cơ Đông Quốc lên ngôi, tức là Sái Điệu hầu.
Sử sách không chép những sự kiện liên quan tới nước Sái trong thời gian ông làm vua.
Năm 519 TCN, Sái Điệu hầu mất. Ông ở ngôi được 3 năm. Người nước Sái lập em ông là Cơ Thân lên nối ngôi, tức là Sái Chiêu hầu.